# Минкина, Наталья Сергеевна
Наталья Сергеевна Минкина (род. 28 июля 1980) — российская футболистка, полузащитница, тренер.

## Биография
В ходе своей игровой карьеры выступала за различные клубы высшего дивизиона России — «Энергия» (Воронеж), «Энергетик-КМВ» (Кисловодск), «Спартак» (Москва), СКА (Ростов-на-Дону), «Лада» (Тольятти), «Мордовочка» (Саранск), «Дончанка» (Азов). В 2004 году играла за казахстанский клуб «Алма-КТЖ», в его составе принимала участие в матчах женской Лиги Европы.
После окончания игровой карьеры некоторое время работала детским тренером в Ростовской области, затем — ассистентом тренера белорусского клуба «Зорка-БДУ» (Минск). В 2017—2018 годах была главным тренером минского клуба, под её руководством команда стала серебряным (2017) и бронзовым (2018) призёром чемпионата Белоруссии, финалистом национального Кубка (2017) и обладателем Суперкубка (2017).
По состоянию на 2019 год работает тренером мини-футбольного клуба в Минске. Имеет тренерскую лицензию «В».